# Hammarbyhamnen

Hammarbyhamnen var ett hamnområde i södra Stockholm. Anläggningen delas in i Norra Hammarbyhamnen och Södra Hammarbyhamnen. Dess inlopp är Danvikskanalen vid Danvikstull och Hammarbyslussen vid Skanstull. Norra och Södra Hammarbyhamnen anlades 1926 samtidigt med Hammarbyleden. Sedan början av 1990-talet med början i Norra Hammarbyhamnen har det gamla hamnområdena successivt bebyggts och den gamla hamnverksamheten kraftigt minskat.

## Historia

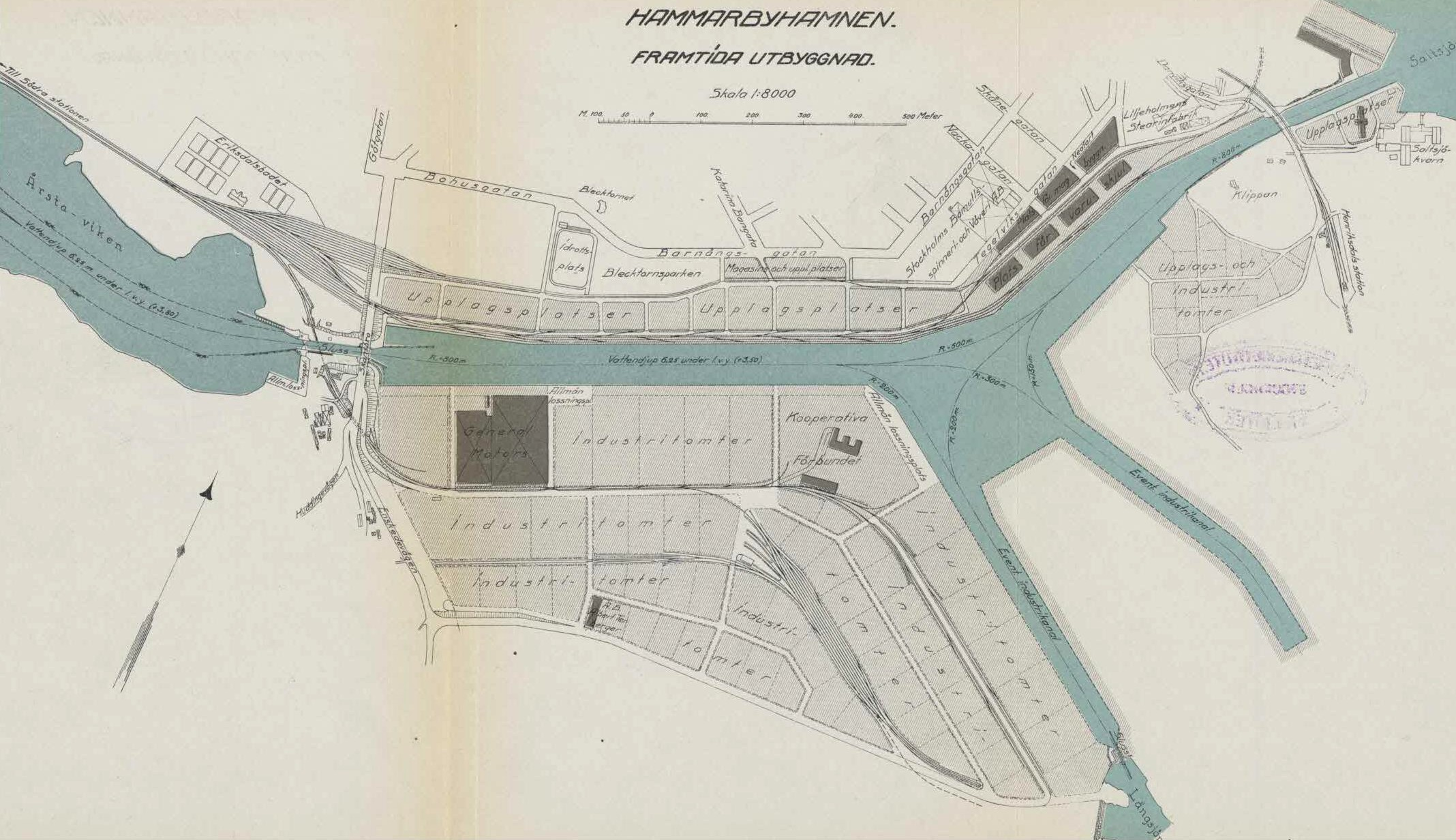
Hamnens utbyggnadsplan från 1929.

En av Hammarbyledens uppgifter var att skapa en ny hamnrörelse, Hammarbyhamnen. Eftersom Hammarbyslussen förlades långt västerut fanns förutsättningar att anlägga en central belägen hamn med slussfri tillgång till Östersjön. Det gav möjlighet till ett nytt upplags- och industriområde på Stockholms stora markområden inom södra Södermalm och norra Hammarby. 
I öster låg "Barnängskajen" (namnet efter Barnängsområdet) som styckegods- och upplagshamn. Den mellersta delen utgjordes av "Blecktornskajen" (namnet efter Blecktornsområdet) som användes som massgodsupplag för bland annat kol, koks och cement. I väster låg en lokalhamn för införsel av bland annat ved och tegel. En av de första industrierna som etablerade sig här var General Motors sammansättningsfabrik i Fredriksdal och Luma industriområde med lampfabriken för Lumalampan på Södra Hammarbyhamnen. Hamnförvaltningen anlade även en kranverkstad här som senare överflyttades till Stockholms frihamn.
Norra Hammarbyhamnen hade från början en järnvägsförbindelse medelst industrispår till Stadsgårdshamnen. Norr om Hammarby sluss fanns en mindre bangård. Industrispårets förlängning västerut med anslutning till Södra stationsområdet var redan planerat 1929 men fullbordades först 1939-1940 (se Industrispåret Södra station–Hammarbyhamnen–Stadsgården). Från bangården vid Hammarby sluss planerades även ett industrispår med en svängbro över slussområdet, vidare till Södra Hammarbyhamnen och ett stort framtida industriområde; Hammarby industriområde. Av planeringskartan från 1929 framgår även en industrikanal längre i öst, som dock aldrig fullbordades.
Hammarbyleden och Hammarbyhamnen kom emellertid aldrig att få den stora betydelse för sjöfart och industri man hoppats på; endast ett fåtal industrianläggningar kom att utnyttja hamnen. Detta delvis på grund av att delar av kanalen var för grund för fartyg i transocean trafik. Idag är i stort sett all industri borta, istället har Norra och Södra Hammarbyhamnen bebyggts med bostäder under samlingsnamnet Hammarby sjöstad.

## Historiska bilder

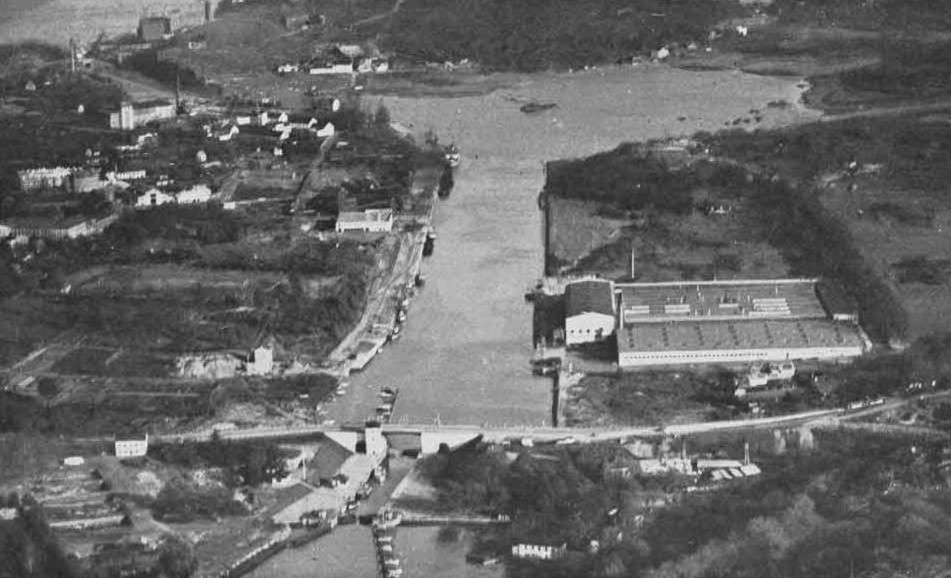
Hammarbyhamnen, vy mot ost, 1929
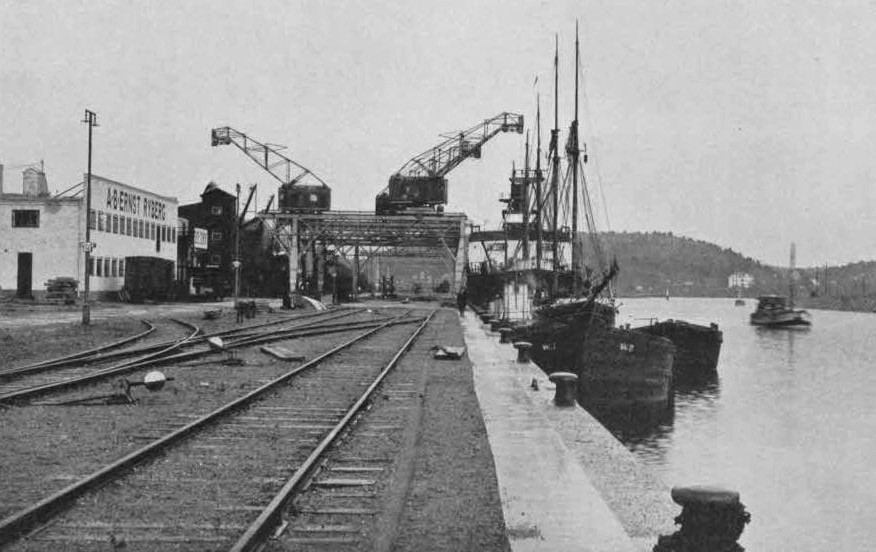
Industrispår längs norra sidan, 1929
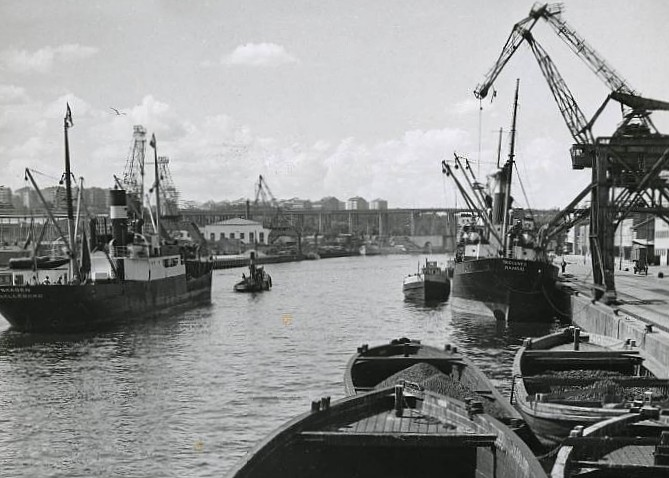
Hammarbyhamnen mot väst, 1949
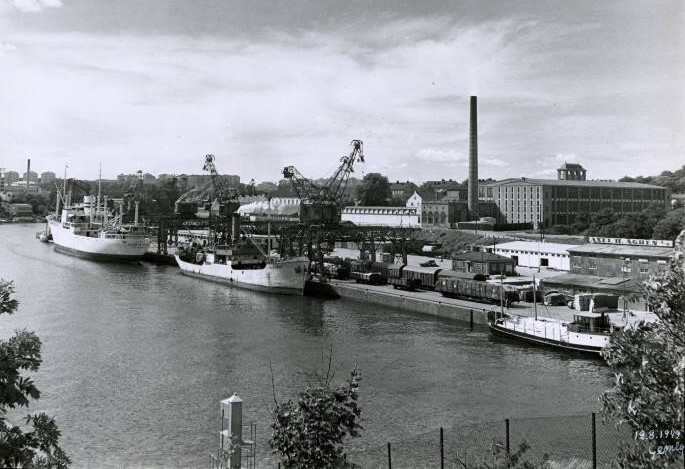
Norra Hammarbyhamnen, 1949